# 軍神マルス (ベラスケスの絵画)
『軍神マルス』（ぐんしんマルス、西: Marte、英: Mars）、または『休息するマルス』（きゅうそくするマルス、英: Mars Resting）は、スペインのバロック絵画の巨匠ディエゴ・ベラスケスが1638年ごろキャンバス上に油彩で制作した絵画である。現在、マドリードのプラド美術館に所蔵されている。ほぼ同じ大きさの『イソップ』及び『メニッポス』 (ともにプラド美術館) 同様に狩猟休憩塔 (トッレ・デ・ラ・パラーダ) のために描かれた作品である。
スペイン王フェリペ4世は狩猟を好み、1636年には狩猟休憩塔の内部装飾のためにルーベンスとその工房に古代の哲人、狩猟や動物を主題とした作品など100点を超える作品を依頼している。ベラスケスは、この塔の装飾のために『イソップ』、『メニッポス』に次ぐ古代世界の3番目の人物として軍神マルスを描いた。この主題は、王家の狩猟のための休憩塔には相応しい主題といえる。狩猟は、「戦い」の疑似体験でもあったからである。しかし、本作はベラスケス独自の神話世界観を表現している。

## 作品
このマルスの姿は、サン・ロレンツォ聖堂 (フィレンツェ) のメディチ家墓廟にあるミケランジェロの彫刻『ウルビーノ公ロレンツォの肖像』に類似しており、図像学的には「メランコリー」 (憂鬱質) の表現であることが指摘されている。また、くつろいだポーズから『ルドヴィシのアレス』(ローマ国立博物館) との関連も言及されている。しかし、いずれにしても本作に描かれた肉体を見ると、古代彫刻のような理想的肉体表現ではない。
本作には、ローマ神話に登場する勇壮な軍神マルスの姿を見ることはできない。彼は、同じ狩猟塔のために描かれたルーベンスの勇壮で劇的な神々とは対照的である。暗い背景にマルスは指揮棒だけを握り、足元に盾や甲冑などの武具を投げ出し、腰に青い布を纏っただけの半裸体で登場している。日焼けしたたくましいその体は、きわめて写実的で生身の男性を思わせる。彼は立てた膝に頬杖をつき、バラ色の布が敷かれたベッドの縁に座っている。その頭には、裸体とは不釣り合いな兜を被っている。兜の影になった目は放心したようで、立派な口髭とは対照的に疲労感が漂う。彼の兜、足元の甲冑、右手で支えられているバトンがなければ、鑑賞者はこの人物が誰だかわからないであろう。
本作で、ベラスケスは軍神マルスをあくまでも現実の戦士として捉え、その疲れ切った姿を描いている。戦から戻り、鎧を脱ぎ、武器を置いた戦士の姿である。彼は悲し気な眼差しで鑑賞者を見つめている。このようなマルスの姿をフェリペ4世と結びつけ、憂鬱なポーズは内外に山積する諸問題の疲れ切った国王の様子であり、ひいては疲弊したスペインの姿であるとの解釈がある。1640年代、スペインは、幾度かの戦によってその軍事力は弱体化する一方であった。
なお、本作が狩猟塔のために描かれた作品であることを考えると、同じ狩猟塔のための『イソップ』および『メニッポス』との関連性が見出せるかもしれない。だとすれば、本作の趣旨は懐疑と迷いからの目覚めという哲学思想ということになるであろう。
上述の彫刻作品『ウルビーノ公ロレンツォの肖像』および『ルドヴィシのアレス』との関連性にもかかわらず、画家は彫刻ではなく、血が通う生身の肉体を描く明確な意欲を見せている。マルスの成熟したたくましい人物像は基本的に線ではなく、見事に広がりのある輪郭を生む、自由で奔放な筆遣いにより色彩で造形されている。暗闇の背景とマルスの肩の境界の輪郭線も、頬を支える指を頬と分けるはっきりとした輪郭線もないが、それらの部分には画家の後期に特徴的な粗い、しかし的確な筆触が用いられている。武具の輝きや布地の質感にも、画家の奔放で幅広い筆触が生かされている。マルスの兜の金箔の装飾には筆触の粗さと軽やかさが認められ、近くで見るとかすれたような黄色と白色のざっくりとした線であるが、距離を置くと立派な金の文様として浮かび上がる。
この絵画のマルスの姿が現実のモデルにもとづくものであるのかどうかは不明である。しかし、はっきりしているのは、絵画が人物像を解剖学的に描く画家の技量を明らかにしていることである。加えて、絵画は過去の芸術的伝統ではなく、自身の観察を出発点として人物像を探求しようとする画家の関心を明らかにしている。

## 関連作品

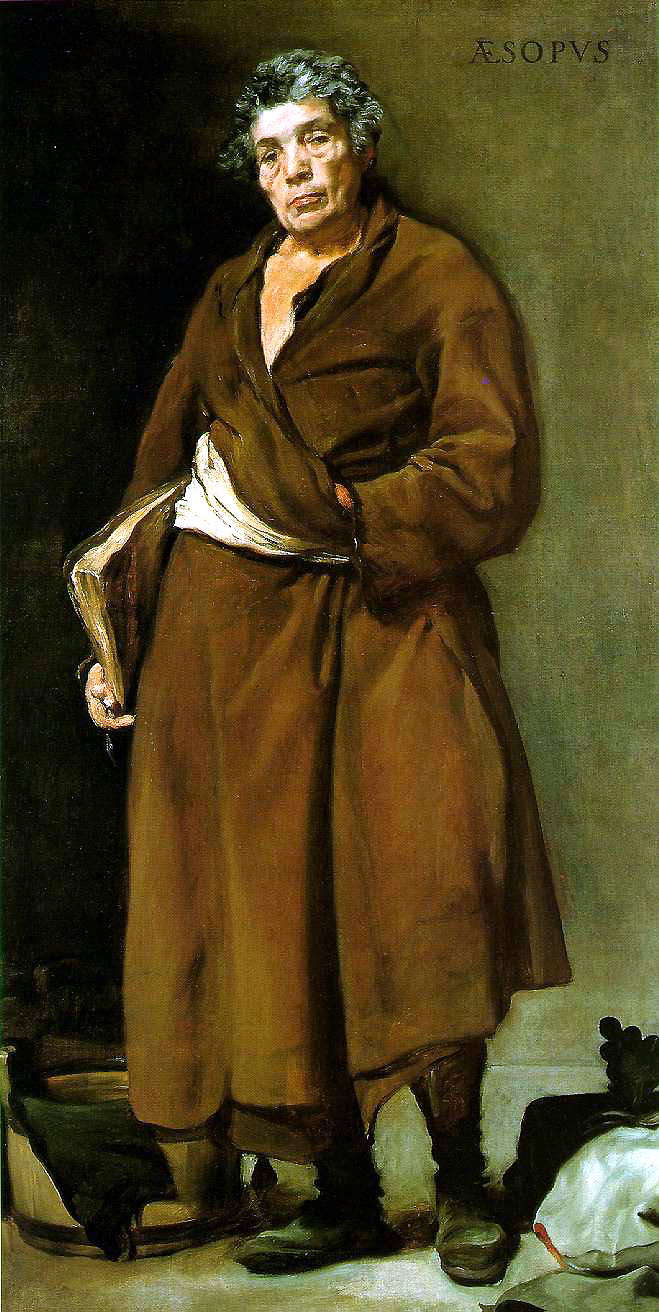
ディエゴ・ベラスケス『イソップ』(1638年ごろ)、プラド美術館
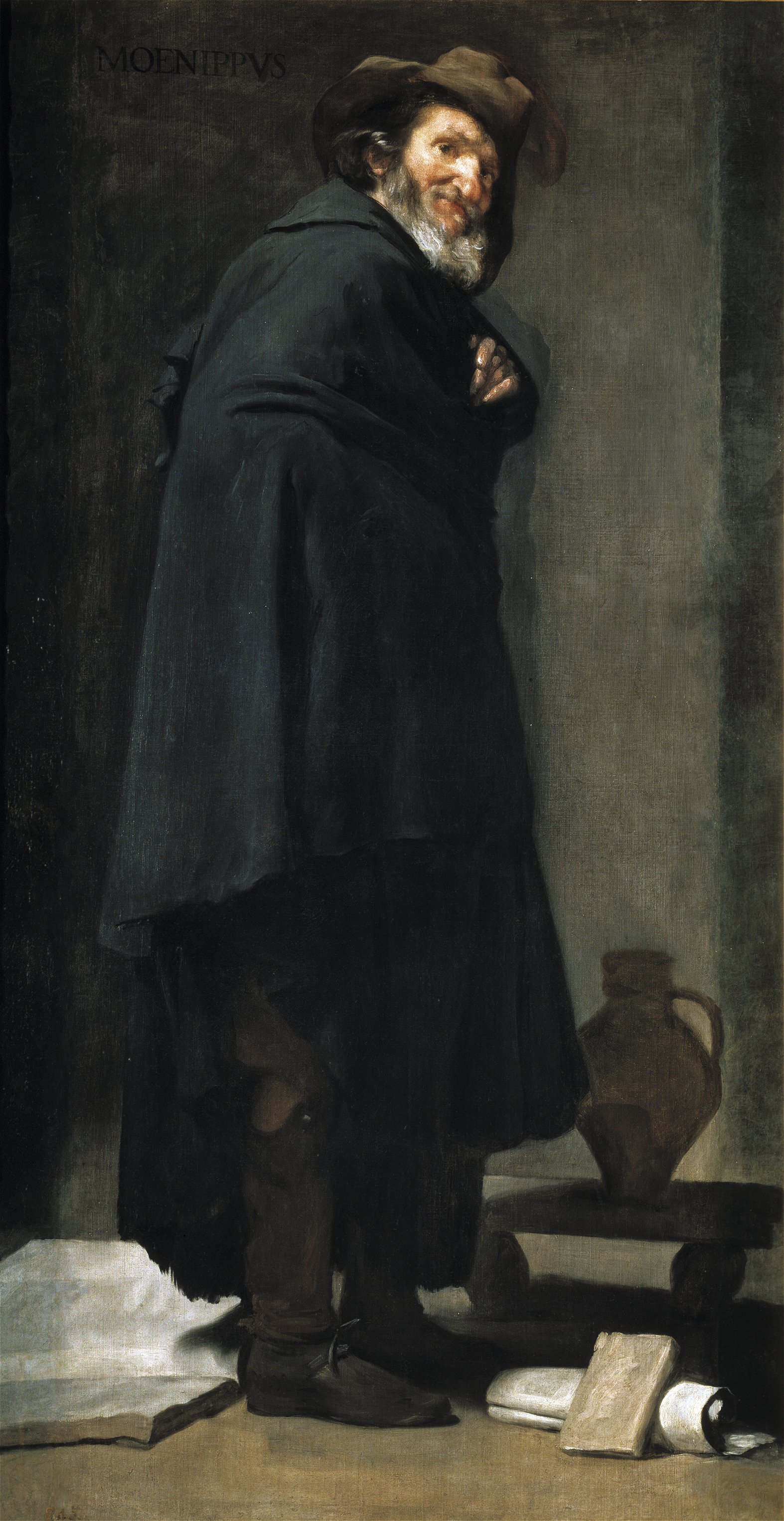
ディエゴ・ベラスケス『メニッポス』(1638年ごろ)、プラド美術館
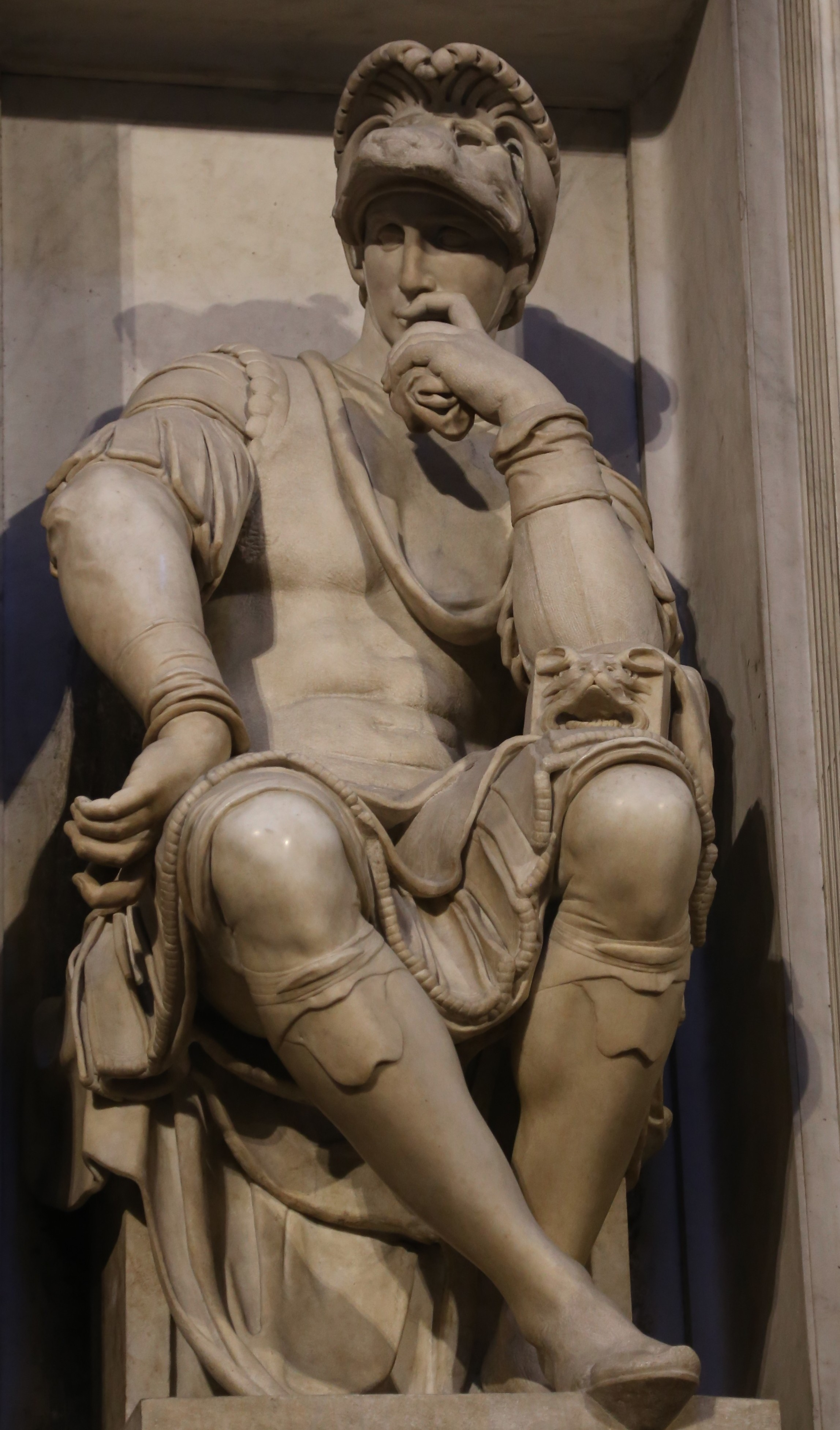
ミケランジェロ『ウルビーノ公ロレンツォの肖像（イタリア語版）』(1531-1534年)、サン・ロレンツォ聖堂 (フィレンツェ) のメディチ家墓廟
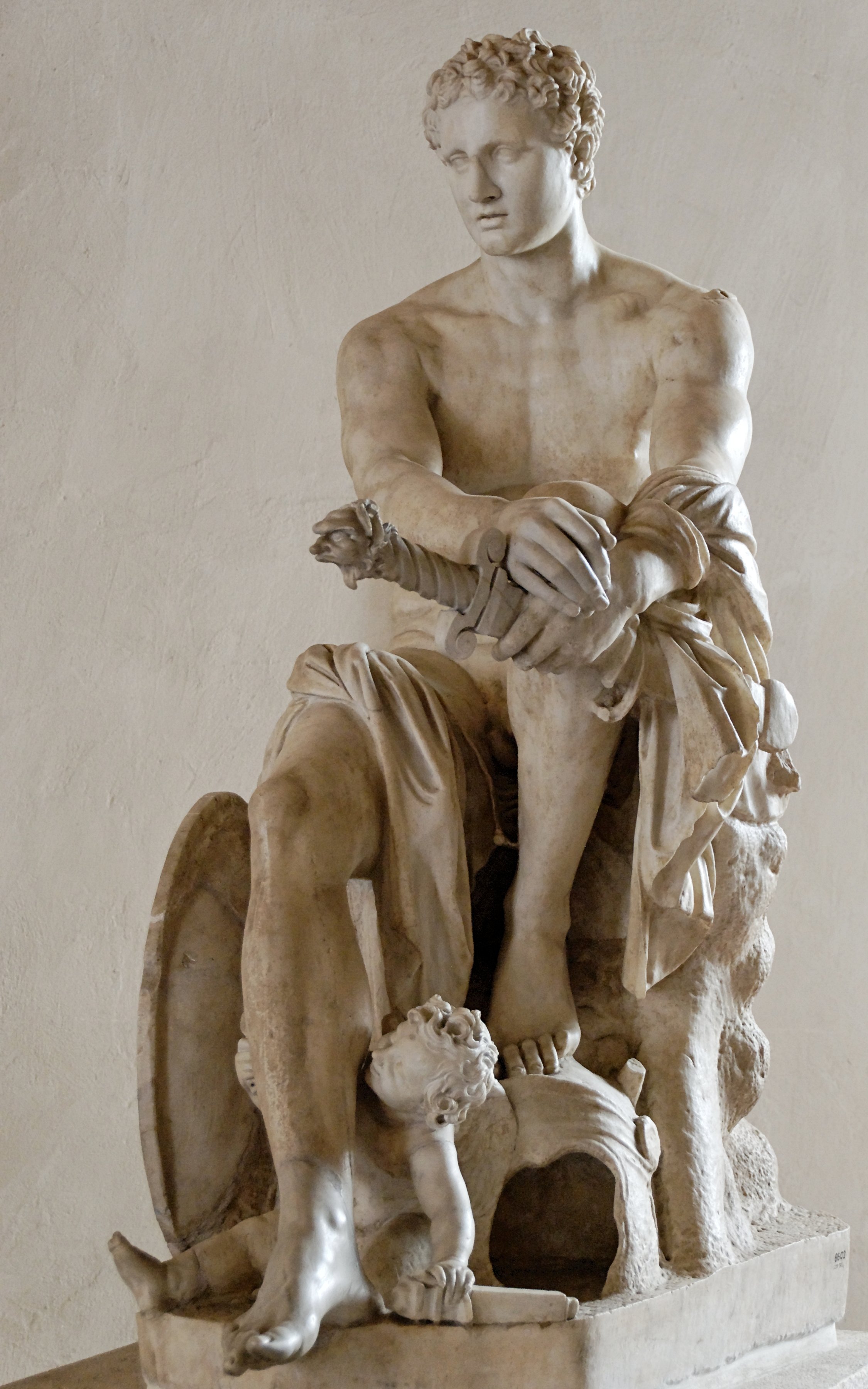
『ルドヴィシのアレス（英語版）』(ローマ国立博物館)